# Opportunism
Opportunism (av latin opportunus, "läglig", "bekväm", "lämplig") innebär att principlöst utnyttja rådande omständigheter och anpassning till de som har makt. samt en politik eller ett handlingssätt som inrättar sig efter dagsläget.
En opportunistisk politiker nöjer sig med att yrka på åtgärder som leder till att politikern får starkare personlig ställning och därmed bäddar för sig själv och framtida mer framstående uppdrag.
I början av 1800-talet användes ordet opportunism inom flera europeiska språk och användes främst för att beskriva specifik politik. Det härrör sannolikt från  orden "opportun", opportunité i det franska språket.

## Inom biologin
Opportunister används även om evolution där opportunister är arter som är anpassade för att nå ställen där konkurrensen är liten, som till exempel björken som bildar stora mängder av små, lätta frön som lätt kan ta sig långt med vinden och gro där det är lite konkurrens. Här kan termen inte ses som nedsättande; egenskapen ger konkurrensfördelar mot arter som inte är opportunister.
Inom medicin är opportunister mikroorganismer som normalt är harmlösa men som kan orsaka allvarliga infektioner om bäraren utsätts för speciella förhållanden. Oftast sker detta då bärarens immunsystem är försvagat.